# Пьи
Пьи, раннее —Пром, Проме (бирм. ပြည်မြို့, MLCTS = prany mrui.) — город на юго-западе Мьянмы, на территории административного округа Пегу. Административный центр одноимённого района.

## Географическое положение
Город находится в северо-западной части провинции, на левом берегу реки Иравади, на расстоянии приблизительно 130 километров к юго-западу от столицы страны Нейпьидо. Абсолютная высота — 45 метров над уровнем моря.

## Климат
| Показатель                    | Янв. | Фев. | Март | Апр. | Май  | Июнь | Июль | Авг. | Сен. | Окт. | Нояб. | Дек. | Год   |
| ----------------------------- | ---- | ---- | ---- | ---- | ---- | ---- | ---- | ---- | ---- | ---- | ----- | ---- | ----- |
| Средний суточный максимум, °C | 30,9 | 34,4 | 37,9 | 38,9 | 36,3 | 31,2 | 30,5 | 30,6 | 31,7 | 32,2 | 31,1  | 29,8 | 32,96 |
| Средний суточный минимум, °C  | 16,4 | 17,2 | 20,9 | 24,4 | 25,5 | 24,5 | 24,5 | 24,5 | 24,4 | 23,7 | 21,3  | 17,7 | 22,08 |
| Норма осадков, мм             | 1    | 1    | 1    | 10   | 141  | 398  | 626  | 234  | 260  | 138  | 50    | 4    | 1864  |
| Источник:                     |      |      |      |      |      |      |      |      |      |      |       |      |       |

## Население
По данным официальной переписи 1983 года, население составляло 83 332 человек.
Динамика численности населения города по годам:
| 1983   | 1993    | 2013    |
| ------ | ------- | ------- |
| 83 332 | 105 698 | 157 777 |

## Экономика и транспорт
В окрестностях города выращивают рис, хлопок, табак, а также кремовые яблоки. Развито шелководство.
Сообщение Пьи с другими городами осуществляется посредством железнодорожного и автомобильного транспорта.
На восточной окраине города расположен аэропорт (ICAO: VYPY, IATA: PRU).

## История
Возник в XVIII веке неподалёку от древнего города Шрикшетра, основанного народом пью и с 638 года являвшегося столицей династии Викрама.

## Достопримечательности
В центральной части Пьи находится пагода Швесандо, в которой, по преданию, хранятся несколько волос Будды. Также в окрестностях города расположены развалины Шри-Ксетры, столицы древнего царства Пью.